# Hans Salié
Oscar Hans Emil Salié (* 6. April 1902 in Leipzig; † 1. August 1978 ebenda) war ein deutscher Mathematiker und Wissenschaftshistoriker. Er war ordentlicher Professor für Mathematik an der Karl-Marx-Universität Leipzig und Herausgeber des Biographisch-literarischen Handwörterbuchs zur Geschichte der exakten Naturwissenschaften, begründet von Johann Christian Poggendorff.

## Leben
Hans Salié war der Sohn eines Kaufmanns. Er besuchte die Oberrealschule Nord (heute: Leibnizschule) in Leipzig und studierte ab dem Sommersemester 1921 an der dortigen Universität Mathematik und Physik, unter anderem bei Otto Hölder und Leon Lichtenstein. Da sein Vater aufgrund einer Verwundung im Ersten Weltkrieg frühzeitig verstorben war, musste er sein Studium selbst finanzieren, indem er an einer Bank arbeitete und deshalb nur abends die Vorlesungen besuchen konnte.
Nach dem Lehramtsstaatsexamen in den Fächern reine und angewandte Mathematik sowie Physik 1925 unterrichtete er ab 1926 als Studienreferendar, ab 1928 als Studienassistent und von 1930 bis 1945 als Studienrat die Fächer Mathematik und Physik an der Gaudigschule in Leipzig. Neben seiner Lehrtätigkeit befasste er sich insbesondere mit analytischer Zahlentheorie. Salié bestand sein Rigorosum in Mathematik, Physik und Philosophie am 26. Februar 1932 mit der Note sehr gut und wurde anschließend aufgrund seiner Arbeit zum Thema Zur Abschätzung der Fourierkoeffizienten ganzer Modulformen bei Otto Hölder promoviert.
Nach der Teilnahme am Zweiten Weltkrieg und seiner Entlassung aus dem Schuldienst arbeitete er übergangsweise als Maschinenwart. 1949 ging er als Wissenschaftlicher Mitarbeiter der Redaktion des Poggendorff an die Sächsische Akademie der Wissenschaften in Leipzig. Von 1956 bis wenige Jahre vor seinem Tod arbeitete Salié als Leiter der Poggendorff-Redaktion an Biographien von Mathematikern und Naturwissenschaftlern. Durch die Luftangriffe auf Leipzig zerstört, musste das Archiv in der Nachkriegszeit völlig neu aufgebaut werden. Von 1952 bis 1955 hielt Salié einen Lehrauftrag an der Mathematisch-Naturwissenschaftlichen Fakultät der Universität Leipzig. Er habilitierte sich 1954 und erhielt eine Professur mit Lehrauftrag. Von 1959 bis zu seiner Emeritierung 1967 war er ordentlicher Professor für reine Mathematik an der Karl-Marx-Universität mit vollem Lehrauftrag.

## Wissenschaftliche Arbeit
Salié befasste sich insbesondere mit analytischer Zahlentheorie und Kloosterman-Summen, speziellen Exponentialsummen, mit denen er die Fourierkoeffizienten ganzer Modulformen abschätzte (und damit in seiner Dissertation eine Abschätzung von Hendrik Kloosterman selbst verbesserte). Weiter befasste er sich mit quadratischen Resten, Dedekindschen Summen und abundanten Zahlen. Das von Johann Christian Pogendorff begründete Biographisch-literarische Handwörterbuch der exakten Naturwissenschaften wurde unter seiner Leitung mit vorzüglicher Qualität fortgesetzt und konnte 2004 als Gesamtwerk abgeschlossen werden.

## Schüler
- Günther Eisenreich
- Wolfgang Tutschke